# TV-året 2007

## Händelser

### Februari
- 25 februari - Den nya kanalen Kanal 9 börjar sända.[1]

### Mars
- 12 mars - Marksänd analog-TV slutar sändas i Stockholmsområdet.[2]

### April
- 10 april - SVT:s Uppdrag granskning granskning av fallet Louise väcker stor uppmärksamhet.[3]

### Augusti
- 7 augusti - Stora delar av södra Sverige drabbas av ett två timmar långt TV-avbrott strax efter klockan 18.00 under tisdagskvällen. Klockan 20.10 är bilden tillbaka.[4]
- 31 augusti - I Finland blir TV-sändningarna helt digitala, när det analoga TV-nätet släcks ner.[5]

### September
- 1 september - TV-kanalen Discovery Mix som satts ihop av Com Hem upphör.[6]
- 3 september - NRK i Norge startar TV-kanalen NRK3.[7]

### Oktober
- 15 oktober - SVT2:s och TV4:s sista analoga sändare, de i Skåne och Blekinge, stängs av.[8] Därmed är alla TV-sändningar i Sverige helt digitaliserade.[9]

### November
- 17 november - Aktuellt börjar att sända i ny form med mer fokusering på samhällsfördjupning och med ny grafisk profil.[10]

## TV-program

### Sveriges Television
- 1 januari - Folklustspelet Herrskap och tjänstehjon med Eva Rydberg, Ulf Brunnberg, Ewa Roos med flera.[11]
- 2 januari - Femte säsongen av brittiska kriminalserien Kommissarie Lynley (The Inspector Lynley Mysteries: One Guilty Deed)
- 3 januari - Femte säsongen av brittiska kriminalserien Kommissarie Lynley (The Inspector Lynley Mysteries: Chinese Walls)
- 5 januari - Tredje säsongen av kriminalserien Tusenbröder med Ola Rapace
- 6 januari - En liten jävla krogshow med Anna-Lena Brundin, Ann Westin, Zeid Andersson och Yvonne Skattberg
- 7 januari - Minnenas television visar i repris Cabaret Canalhumorn från 1969 med Hans Alfredson och Povel Ramel
- 8 januari - Femte säsongen av brittiska kriminalserien  Kommissarie Lynley (The Inspector Lynley Mysteries: In the Blink of an Eye)
- 9 januari - Brittiska dramaserien The Line of Beauty
- 9 januari - Säsongspremiär för danska dramaserien Krönikan
- 11 januari - Säsongstart för Antikrundan
- 12 januari - Dokumentären Revykungen om Peter Flack
- 12 januari - Brittiska kriminalserien Lewis
- 14 januari - Brittiska kriminalserien Life on Mars
- 15 januari - Svenska idrottsgalan leds av Kristin Kaspersen och Peter Jihde.
- 16 januari - Säsongstart för Uppdrag granskning med Janne Josefsson
- 18 januari - Säsongstart för pratshowen Hos Jihde med Peter Jihde
- 19 januari - Säsongspremiär för Så ska det låta med Peter Settman
- 19 januari - Svenska thrillerserien Brandvägg med Rolf Lassgård, Marie Richardson, Lars Melin med flera.
- 20 januari - Dokumentären Calaisa - att leva sin dröm om countrygruppen Calaisa
- 21 januari - Premiär för komediserien Playa del Sol med Henrik Hjelt, Mikael Tornving med flera.
- 21 januari - Dokumentären Viljornas kamp - filmen om Fi om Feministiskt initiativ
- 22 januari - Guldbaggegalan 2007 från Cirkus i Stockholm med Sissela Kyle
- 23 januari - Säsongsstart för Filmkrönikan med Helena von Zweigbergk
- 24 januari - P3 Guldgalan 2007  från Storan i Göteborg
- 28 januari - Säsongspremiär för kulturprogrammet Sverige! med Ann-Marie Rauer
- 29 januari - Tredje omgången av dramaserien Saltön
- 30 januari - Seriestart för svenska kriminalserien Höök med Anna Pettersson
- 3 februari - Första uttagningen till Melodifestivalen från Jönköping.
- 4 februari - Ny omgång av Wild Kids med Ola Lindholm
- 7 februari - Tredje säsongen av brittiska dramakomediserien Maggies nya liv (Life Begins)
- 14 februari - Säsongstart för litteraturmagasinet Babel med Daniel Sjölin
- 23 februari - Amerikanska miniserien The Corner
- 26 februari - Premiär för serien Leende guldbruna ögon
- 27 februari - Säsongspremiär för konstmagasinet Arty
- 28 februari - Säsongspremiär för Mitt i naturen med Martin Emtenäs
- 1 mars - Amerikanska kriminalserien Blind Justice
- 2 mars - Premiär för pratshowen The Henry Rollins Show med Henry Rollins
- 7 mars - Säsongspremiär för Hjärnkontoret med Frida Nilsson
- 8 mars - Premiär för brittiska sciencefictionserien Doctor Who
- 10 mars - Melodifestivalen.
- 10 mars - Premiär för franska dramaserien Clara Sheller
- 11 mars - Säsongspremiär för amerikanska dramaserien Six Feet Under
- 12 mars - Säsongspremiär för Kobra
- 17 mars - Säsongstart för Stina! med Stina Lundberg Dabrowski
- 17 mars - Säsongspremiär för Svindlarna (Hustle)
- 19 mars - Dokumentärserien Ordförande Persson om Göran Persson
- 25 mars - Dokumentären Sverker Åström - på sin ålders vår om diplomaten Sverker Åström
- 29 mars - Matprogrammet Saras kök med Sara Begner
- 29 mars - Dokumentärserien Svenska slag med Per Dahlberg
- 2 april - Premiär för dramaserien Bror och syster
- 6 april - Miniserien Lögnens pris med Anna Björk
- 9 april - Brittiska dokumentärserien Kören (The Choir)
- 13 april - Premiär för Det känns som fredag med David Bexelius och Johanna Koljonen
- 21 april - Premiär för amerikanska komediserien The Comeback med Lisa Kudrow
- 23 april - Norska miniserien En odödlig man (En udødelig mann) om Henrik Ibsen
- 25 april - Säsongstart för trädgårdsprogrammet Söderläge med Maria Arborgh
- 1 maj - TV-pjäsen Arbetarklassens sista hjältar med Börje Ahlstedt och Mikael Persbrandt
- 1 maj - Säsongstart för bilprogrammet Motorist med Joppe Pihlgren
- 2 maj - Väderprogrammet Vädrets makter med meteorologen Pererik Åberg
- 2 maj - TV-pjäsen Neil Armstrong var aldrig på månen med Börje Ahlstedt, Anita Wall, Alexandra Rapaport
- 6 maj - Repris av Pip-Larssons från 1998
- 7 maj - Premiär för norska trädgårdsprogrammet Grön glädje (Grønn glede) med Mette Stensholt Schau
- 8 maj - Norska kriminalserien Hunter med Mads Ousdal
- 9 maj - Säsongstart för brittiska komediserien Extras med Ricky Gervais
- 12 maj - Eurovision Song Contest från Helsingfors
- 19 maj - Säsongspremiär av brittiska pratshowen Parkinson med Michael Parkinson
- 31 maj - Premiär för irländska dramaserien Proof med Sidse Babett Knudsen
- 2 juni - Säsongstart för danska dramaserien Försvarsadvokaterna (Forsvar)
- 8 juni - Repris av amerikanska serien Entourage från 2006
- 8 juni - Premiär för argentinska kriminalserien Epitafios - besatt av hämnd (Epitafios)
- 10 juni - Repris av Raskens.
- 10 juni - Finska dramaserien Isabella med Irina Björklund
- 11 juni - Brittiska kriminalserien Mördare okänd (Waking the Dead)
- 11 juni - Repris av brittiska dramaserien Bleak House med Gillian Anderson från 2006
- 11 juni - Australiska ungdomsserien Blue Water High
- 11 juni - Amerikanska skräckserien Nightmares and Dreamscapes
- 14 juni - Ny omgång av amerikanska dramaserien Veronica Mars med Kristen Bell
- 16 juni - Repris av svenska ungdomsserien Ebba och Didrik från 1990
- 19 juni - Brittiska dramaserien Elizabeth I med Helen Mirren
- 26 juni - Säsongstart för Allsång på Skansen med Anders Lundin
- 26 juni - Ny omgång av brittiska kriminalserien Morden i Midsomer
- 1 juli - Repris på brittiska kriminalserien Life on Mars
- 5 juli - Norska thrillerserien Vid kungens bord (Ved kongens bord) med Anneke von der Lippe
- 7 juli - Live Earth-galan
- 9 juli - Tredje omgången av brittiska kriminalserien Foyle's War
- 28 juli - Amerikanska komediserien Notes from the Underbelly
- 31 juli - Repris av brittiska komediserien Little Britain
- 10 augusti - Premiär för norska miniserien Torpedo med Jørgen Langhelle och Lisa Werlinder
- 18 augusti - Brittiska dramaserien Drömprinsen (Goldplated) med David Schofield
- 19 augusti - Säsongstart för kulturmagasinet Sverige! med Ann-Marie Rauer
- 22 augusti - Sverigepremiär för den amerikanska TV-serien Studio 60 on the Sunset Strip
- 22 augusti - Seriestart för amerikanska komediserien Simma lugnt, Larry! med Larry David
- 23 augusti - Premiär för matlagningsprogrammet Niklas mat med Niklas Ekstedt
- 25 augusti - Repris av miniserien Min vän shejken i Stureby
- 26 augusti - Premiär för den sista omgången av TV-serien Sopranos
- 3 september - Premiär för dramaserien Upp till kamp med Sverrir Gudnason, Fanny Risberg med flera.
- 4 september - Ingmar Bergman till minne, minnesprogram inspelat på Dramaten.
- 5 september - Premiär för humorserien Mia och Klara med Mia Skäringer och Klara Zimmergren
- 7 september - Säsongstart för underhållningsprogrammet Doobidoo med Lasse Kronér
- 9 september - Premiär för Castingen till TV-serien Andra Avenyn. Castingen var en programserie i fyra avsnitt.
- 11 september - Säsongstart för Mitt i naturen med Martin Emtenäs
- 11 september - Säsongstart för konsumentmagasinet Plus
- 11 september - Premiär för pratshowen Rakt på med K-G Bergström med K-G Bergström
- 14 september - Säsongstart för amerikanska kriminalserien The Wire
- 15 september - Tredje omgången av komediserien Svensson Svensson med Allan Svensson, Suzanne Reuter med flera.
- 15 september - Premiär för pratshowen Babben & Co med Babben Larsson
- 15 september - Säsongstart för amerikanska kriminalserien Brottskod: Försvunnen
- 17 september - Säsongstart för Filmkrönikan med Andrea Reuter och Navid Modiri
- 23 september - Premiär för dramaserien Andra avenyn
- 29 september - Premiär för amerikanska komediserien Out of Practice med Henry Winkler
- 30 september - Premiär för Videokväll hos Luuk med Kristian Luuk
- 1 oktober - Premiär för dramaserien Gynekologen i Askim med Jacob Nordenson, Mona Malm, Sten Ljunggren med flera.*
- 5 oktober - Lilla Melodifestivalen med Josefine Sundström och Måns Zelmerlöw.
- 12 och 13 oktober - Tillsammans för Världens Barn med Anne Lundberg och Måns Zelmerlöw.
- 27 oktober - Premiär för komediserien Hej rymden!.
- 28 oktober - Premiär för dramaserien Sanningen om Marika  med Mirja Turestedt, Jonas Sjöqvist med flera.
- 29 oktober - Premiär för den danska dramaserien Föreställningar.
- 31 oktober - Närbild, intervjuprogram med Fredrik Sahlin och gäster.
- 31 oktober - Premiär för humorserien Grotesco med Henrik Dorsin.
- 31 oktober - Premiär för humorserien Centralskolan med Sissela Benns karaktär Filippa Bark
- 2 november - Svenska kriminalserien Isprinsessan med Elisabet Carlsson, Niklas Hjulström med flera.
- 8 november - Skrivartävlingen Slutet på historien med Karin Magnusson.
- 15 november - Säsongspremiär för matreseprogrammet Solens mat med Bo Hagström.
- 15 november - Faktaprogrammet Vrakletarna.
- 16 november - Svenska kriminalserien Predikanten med Elisabet Carlsson, Niklas Hjulström med flera.
- 21 november - Svenska realityserien Frufritt.
- 30 november - Ny omgång av frågesportprogrammet På spåret med Ingvar Oldsberg
- 1 december - Årets julkalender är En riktig jul.[12]
- 8 december - Vinterstudions första säsong startar.[13]
- 14 december - Repris på andra omgången av brittiska Mördare okänd (Waking the Dead)
- 24 december - Tecknade Kalle Anka och hans vänner önskar God Jul
- 24 december - Tecknade kortfilmen Sagan om Karl-Bertil Jonssons julafton
- 26 december - Start för andra säsongen av Stjärnorna på slottet
- 26 december - Miniserien August med Jonas Karlsson, Linda Zilliacus, Börje Ahlstedt med flera.
- 28 december - TV-filmen Pyramiden med Rolf Lassgård, Marie Richardson med flera.
- 30 december - Brittiska miniserien Jane Eyre med Ruth Wilson, Toby Stephens, Francesca Annis med flera.
- 31 december - Kortfilmen Grevinnan och betjänten

### TV3
- 6 januari - Säsongspremiär för Sing a long
- 8 januari - Seriestart för Spin City med Michael J. Fox
- 9 januari - Amerikanska miniserien Tsunami: The Aftermath med Tim Roth
- 14 januari - Säsongstart för amerikanska komediserien Scrubs
- 15 januari - Säsongstart för inredningsprogrammet Från koja till slott
- 15 januari - Premiär för amerikanska dramaserien Shark med James Woods
- 18 januari - 34:e säsongen av Efterlyst med Hasse Aro
- 22 januari - Premiär för amerikanska dramaserien Standoff med Rosemarie DeWitt
- 11 februari - Premiär för amerikanska komediserien Jake (Jake in Progress)
- 14 februari - Premiär för amerikanska Men in Trees med Anne Heche
- 15 februari - Säsongstart för Insider med Robert Aschberg
- 17 mars - Säsongspremiär för Extra! Extra! med Måns Möller
- 29 mars - Ny omgång av livsstilsprogrammet Lyxfällan med Charlie Söderberg
- 10 april - Säsongstart för amerikanska kriminalserien Bones
- 16 april - Premiär för amerikanska thrillerserien The Nine
- 22 april - Familjeunderhållningen Sveriges smartaste barn med Sofia Wistam
- 16 maj - Amerikanska realityserien Pussycat Dolls
- 23 maj - Amerikanska realityserien Project Runway med Heidi Klum
- 24 maj - Brittiska kriminalserien Murder in Suburbia
- 31 maj - Brittiska realityserien Du är vad du äter
- 1 juni - Säsongspremiär för amerikanska komediserien My Name Is Earl
- 9 juni - Amerikanska komediserien My Boys med Jordana Spiro
- 9 juni - Amerikanska komediserien The Class med Jason Ritter
- 29 juni - Amerikanska dramaserien Saved
- 8 juli - Underhållningsprogrammet Sing-A-Long med Renée Nyberg
- 9 juli - Amerikanska realitysåpan Hell's Kitchen
- 24 juli - Amerikanska miniserien Stormvarning: Orkanstyrka 6 (Category 6: Day of Destruction) med Randy Quaid
- 2 september - Premiär för Ensam mamma söker
- 3 september - Premiär för pratshowen Nyberg & Törnblom med Renée Nyberg och Mia Törnblom
- 6 september - Säsongstart för Efterlyst med Hasse Aro
- 12 september - Säsongstart för Top Model Sthlm med Vendela Kirsebom
- 15 september - Säsongstart för underhållningsprogrammet Sing-A-Long med Renée Nyberg
- 15 september - Säsongstart för underhållningsprogrammet Extra! Extra! med Måns Möller
- 18 september - TV-prisgalan Kristallen
- 19 september - Seriestart för amerikanska dramaserien Hidden Palms
- 20 september - Säsongstart för realityserien Du är vad du äter med Anna Skipper
- 5 oktober - Premiär för amerikanska komediserien The Riches med Minnie Driver
- 15 oktober - Femte säsongen av inredningsprogrammet Från koja till slott
- 18 oktober - Säsongstart för amerikanska kriminalserien The Closer med Kyra Sedgwick
- 24 november - Underhållningsprogrammet Sanningen bakom med Felix Herngren
- 8 december - Premiär för realityserien West End Star med Magnus Carlsson

### TV4
- 7 januari - Dokumentärserien I en annan del av Köping om ett gruppboende
- 10 januari - Brittiska kriminalserien Poirot med David Suchet
- 11 januari - Säsongstart för resemagasinet När & fjärran
- 11 januari - Säsongstart för samhällsprogrammet Kalla fakta
- 12 januari - Säsongstart för nöjesprogrammet Let's Dance
- 14 januari - Amerikanska miniserien Robert Ludlums Projekt Hades (Covert One: The Hades Factor)
- 15 januari - Säsongstart för Jeopardy! med Adam Alsing
- 15 januari - Premiär för amerikanska dramaserien Felicity
- 15 januari - Säsongspremiär för Förkväll
- 25 januari - Säsongspremiär för amerikanska kriminalserien Medium med Patricia Arquette
- 26 januari - Premiär för svenska komediserien Hjälp! med Stina Ekblad, Robert Gustafsson och Sissela Kyle
- 29 januari - Dokumentärserien Prinsar & prinsessor med Linda Nyberg
- 30 januari - Grammisgalan från Johanneshov i Stockholm
- 3 februari - Brittiska dramaserien Den fantastiska mrs Pritchard (The Amazing Mrs Pritchard) med Jane Horrocks
- 7 februari - Svenska dokumentären Sverigedemokraterna av Karin Swärd och Phil Poysti
- 8 februari - Säsongsstart för Time Out med Martin Timell
- 8 februari - Premiär för Situation Magnusson med Peter Magnusson
- 18 februari - Säsongstart för Parlamentet med Anders S. Nilsson
- 25 februari - Premiär för Pokerfejs med Gry Forssell och Adam Alsing
- 26 februari - Sjätte säsongen av 24
- 27 februari - Sjätte säsongen av dokusåpan American Idol
- 5 mars - Säsongsstart för danska kriminalserien Anna Pihl
- 17 mars - Säsongspremiär för brittiska kriminalserien Tyst vittne (Silent Witness)
- 21 mars - Premiär för underhållningsserien Tack gode gud! med David Hellenius
- 13 april - Premiär för Talang 2007
- 13 april - Repris från 2005 av thrillerserien Medicinmannen
- 26 maj - Säsongstart för Sommarkrysset med Gry Forssell
- 31 maj - Seriestart för brittiska äventyrsserien Robin Hood med Jonas Armstrong
- 3 juni - Premiär för kanadensiska dramaserien Falcon Beach
- 7 juni - Andra säsongen av amerikanska dramaserien Ghost Whisperer med Jennifer Love Hewitt
- 14 juni - Amerikanska miniserien Legenden om pysslingarna med Whoopi Goldberg (The Magical Legend of the Leprechauns)
- 22 juni - Folklustspelet Hemvärn och påssjuka med Stefan & Krister
- 26 juni - Repris från 2003 av svenska kriminalserien Talismanen med Per Graffman
- 4 juli - Ny omgång av brittiska deckarserien Miss Marple med Geraldine McEwan
- 9 juli - Säsongstart för brittiska dramaserien Nattskiftet (55 Degrees North)
- 1 augusti - Säsongstart för brittiska kriminalserien Poirot med David Suchet
- 4 augusti - Premiär för brittiska kriminalserien Rebus med Ken Stott
- 14 augusti - Brittiska miniserien Superstorm med Tom Sizemore
- 31 augusti - Stage Junior
- 1 september - Eurovision Dance Contest sänds från London
- 2 september - Säsongstart för brittiska kriminalserien Mord i sinnet
- 4 september - Premiär för Idol med Carina Berg, Carolina Gynning och Peter Jihde
- 5 september - Amerikanska thrillerserien Heroes
- 18 september - Premiär för amerikanska underhållningsprogrammet America's Got Talent
- 23 september - Säsongstart för underhållningsprogrammet Parlamentet med Anders S. Nilsson
- 1 oktober - Antikprogrammet Första, andra, tredje med Ernst Kirchsteiger
- 3 oktober - Säsongstart för realityserien Bonde söker fru med Linda Isacsson
- 4 oktober - Komediserien Ett gott parti med Loa Falkman och Christine Meltzer
- 5 oktober - Premiär för underhållningsprogrammet Fredag hela veckan med David Hellenius, Christine Meltzer och Peter Magnusson
- 12 november 2007 - Fotbollsgalan leds av Jessica Almenäs och Adam Alsing.
- 8 december - Junior Eurovision Song Contest från Rotterdam
- 17 december - Matlagningsprogrammet Monikas mat med Monika Ahlberg

### Kanal 5
- 17 januari - Seriestart för amerikanska dramaserien What About Brian med Rosanna Arquette
- 21 januari - Premiär för amerikanska My Bare Lady
- 28 januari - Ellegalan 2007 med Pontus Gårdinger
- 3 februari - Brittiska komediserien Mr Bean med Rowan Atkinson
- 13 februari - Säsongstart för Desperate Housewives
- 13 februari - Säsongstart för den amerikanska versionen av The Office
- 18 februari - Premiär för modeprogrammet Trinny & Susannah - Stilakuten (What Not to Wear)
- 23 februari - Premiär för brittiska komediserien Green Wing
- 5 mars - Femte säsongen av 100 höjdare med Fredrik Wikingsson och Filip Hammar
- 7 mars - Tredje säsongen av Mullvaden med Hans Fahlén
- 9 mars - Premiär för komediserien Welcome to Sweden
- 14 mars - Säsongspremiär för Grey's Anatomy
- 18 mars - Säsongspremiär för amerikanska dramaserien Sjunde himlen
- 18 mars - Premiär för amerikanska dramaserien Brothers & Sisters med Calista Flockhart
- 18 mars - Premiär för amerikanska kriminalserien Justice (Justice)
- 11 april - Säsongstart för livsstilsprogrammet Roomservice
- 15 april - Stylingprogrammet Snygg naken med stylisten Teddy Rydberg
- 17 april - Säsongstart för amerikanska komediserien Ugly Betty
- 19 april - Premiär för amerikanska kriminalserien Smith med Virginia Madsen och Ray Liotta
- 19 april - Premiär för amerikanska dramaserien Kyle XY
- 20 april - Premiär för humorserien Sverige dansar och ler med Henrik Schyffert
- 30 april - Säsongspremiär av amerikanska kriminalserien CSI: New York
- 7 maj - Amerikanska thrillerserien Day Break
- 19 maj - Reseprogrammet Titta, vi reser med Lisa Lindgren och Henrik Eriksson
- 23 maj - Amerikanska dramaserien Beyond the Break med Suzie Pollard
- 29 maj - Amerikanska dramaserien Friday Night Lights med Kyle Chandler
- 8 juni - Amerikanska kriminalserien Psych med James Roday
- 10 juni - Brittiska realityserien How to Look Good Naked
- 12 juni - Amerikanska dokumentärserien Tori & Dean: Inn Love med Tori Spelling
- 15 juni - Säsongstart för amerikanska komediserien Ugly Betty med America Ferrera
- 20 augusti - Premiär för tävlingsprogrammet ID med Hans Fahlén
- 21 augusti - Säsongstart för amerikanska science fictionserien Kyle XY
- 6 september - Premiär för brittiska dramaserien Skins med Nicholas Hoult
- 19 september - Premiär för Fredrik Wikingsson och Filip Hammars nya teknade komediserie Myggan.
- 24 september - Premiär för humorserien Boston Tea Party med Filip Hammar och Fredrik Wikingsson
- 3 oktober - Säsongstart för inredningsserien Room Service med Johnnie Krigström och Mattias Särnholm
- 4 oktober - Premiär för realityserien Peking Express med Martin Björk
- 7 oktober - Premiär för underhållningsserien Ranking the Stars med Andreas Lundstedt
- 23 oktober - Reprisomgång av femte säsongen av Seinfeld
- 29 november - Reprisomgång av sjätte säsongen av Seinfeld
- 22 december - Tecknade kortfilmen Ha en Shrektigt god jul

### TV8
- september - premiär för teknikshowen Metro Teknik
- 23 september - Premiär för pratshowen Schyman med Gudrun Schyman

### TV4 Plus
- 16 maj - Premiär för Leila bakar med Leila Lindholm
- 21 november - Leilas jul med Leila Lindholm

### Canal Plus
- 11 januari - Amerikanska kriminalserien Dexter med Michael C. Hall
- 7 februari - Premiär för amerikanska dramaserien Heroes

## Mest sedda program
| Program                                                   | Tittare   | Kanal | Datum       | Ref    |
| --------------------------------------------------------- | --------- | ----- | ----------- | ------ |
| Melodifestivalens final                                   | 3 975 000 | SVT1  | 10 mars     | [ 14 ] |
| Kalle Anka och hans vänner önskar god jul                 | 3 490 000 | SVT1  | 24 december | [ 14 ] |
| Eurovision Song Contests final                            | 3 425 000 | SVT1  | 12 maj      | [ 14 ] |
| Melodifestivalens delfinal 2                              | 3 210 000 | SVT1  | 10 februari | [ 14 ] |
| På spåret                                                 | 2 475 000 | SVT1  | 20 januari  | [ 14 ] |
| Svenska idrottsgalan                                      | 2 405 000 | SVT1  | 15 januari  | [ 14 ] |
| Saltön                                                    | 2 385 000 | SVT1  | 29 januari  | [ 14 ] |
| Playa del Sol                                             | 2 360 000 | SVT1  | 21 januari  | [ 14 ] |
| Allsång på skansen                                        | 2 265 000 | SVT1  | 26 juni     | [ 14 ] |
| Slalom för damer vid världsmästerskapen i alpin skidsport | 2 230 000 | SVT1  | 16 februari | [ 14 ] |

## Avlidna
- 13 februari – Johanna Sällström, 32, svensk skådespelare.
- 15 februari – Lars Orup, 88, svensk journalist, reporter och programledare (Aktuellt, De tre O:na).
- 10 september – Jane Wyman, 90, amerikansk skådespelare (Maktkamp på Falcon Crest).
- 7 oktober – Sune Kempe, 70, svensk journalist och TV-man.
- 12 december – Bengt Andersson, 85, svensk skådespelare och TV-underhållare (Sant och sånt, Julkul med Staffan & Bengt, Julstrul med Staffan & Bengt, Liv i luckan med julkalendern).

### Fotnoter
1. ↑  ”Oscarsgalan sänds på Kanal 9”. Bio nu. 21 januari 2007. http://www.bio.nu/2007/oscarsgalan-sands-pa-kanal-9/. Läst 18 juli 2015.
2. ↑  ”TV-sändningar släckta i Stockholm”. Sydsvenskan. 12 mars 2007. Arkiverad från originalet den 18 september 2015. https://web.archive.org/web/20150918043804/http://www.sydsvenskan.se/sverige/tv-sandningar-slackta-i-stockholm/. Läst 18 juli 2015.
3. ↑  Alexandra Hernadi (11 april 2007). ”Louise tvingades bo med missbrukande pappa - socialen ingrep aldrig”. Svenska dagbladet. http://www.svd.se/louise-tvingades-bo-med-missbrukande-pappa-socialen-ingrep-aldrig. Läst 18 juli 2015.
4. ↑  ”Omfattande TV-avbrott i Sydsverige”. Helsingborgs dagblad. 7 augusti 2007. http://www.hd.se/nyheter/inrikes/2007/08/07/omfattande-tv-avbrott-i-sydsverige/. Läst 18 juli 2015.
5. ↑  ”Finland övergår till digitaltelevisionens tidsålder”. Finlands kommunikationsministerium. 31 augusti 2007. Arkiverad från originalet den 21 juli 2015. https://web.archive.org/web/20150721183638/http://www.lvm.fi/pressmeddelande/820189/finland-overgor-till-digitaltelevisionens-tidsolder. Läst 18 juli 2015.
6. ↑  ”Påminnelse om förändringar av dina boendes TV-kanaler”. Comhem. 17 augusti 2007. http://nyaland.se/data/_uploaded/file/com%20hem.pdf. Läst 18 juli 2015.
7. ↑  Anders Bjartnes (4 september 2007). ”Giske i tre kanaler” (på norska). Dagens næringsliv. http://www.dn.no/meninger/kommentarer/2007/09/04/giske-i-tre-kanaler. Läst 18 juli 2015.
8. ↑  DN - Det är slutsänt för analog teve.
9. ↑  ”Sista analoga TV-nätet släckt”. Sydsvenskan. 15 oktober 2007. Arkiverad från originalet den 18 september 2015. https://web.archive.org/web/20150918043753/http://www.sydsvenskan.se/sverige/sista-analoga-tv-natet-slackt/. Läst 18 juli 2015.
10. ↑  Henrik Arvidsson (17 november 2007). ”Aktuellt släpper in tittarna i arbetet”. Dagens nyheter. http://www.dn.se/kultur-noje/aktuellt-slapper-in-tittarna-i-arbetet/. Läst 18 juli 2015.
11. ↑  ”Svensk mediedatabas”. http://smdb.kb.se/catalog/search?q=%22Herrskap+och+tj%C3%A4nstehjon%22&sort=OLDEST. Läst 6 april 2011.
12. ↑  ”Jultradition”. Arkiverad från originalet den 25 april 2012. https://web.archive.org/web/20120425112719/http://www.jultradition.se/tv.htm. Läst 26 mars 2011.
13. ↑  ”Svensk mediedatabas”. http://smdb.kb.se/catalog/search?q=Vinterstudion&sort=OLDEST. Läst 6 april 2011.
14. 1 2 3 4 5 6 7 8 9 10  "Årsrapport 2007" Arkiverad 6 januari 2014 hämtat från the Wayback Machine.. MMS.se.